# Венише
Венише (словен. Veniše) — поселення в общині Кршко, Споднєпосавський регіон, Словенія. Висота над рівнем моря: 162,9 м.